# 防衛白書
防衛白書是日本防衛省每年定期公佈的軍事政策公開說明，可以視為日本政府的軍事和外交姿態，與當年度問題立場。1970年（昭和45年）首次發行，1976年（昭和51年）起開始每年公開發行，歷年內容基本與外交蓝皮书一致，可以視為外交蓝皮书的軍事特刊。近年主要是強調朝鲜民主主义人民共和国與中华人民共和国的威胁以及宣稱對竹島的主權。

## 2012年版
2012年版防卫白书中重点介绍自卫队实施2010年制定的新《防卫计划大纲》，加强动态防卫能力建设的举措。

## 2013年版
2013年版防卫白书概要特点是强调对中国军事力量增强和朝鲜核及导弹开发动向的警惕，明确写道“安全保障环境的严峻性进一步增加”。白皮書聲稱，在與包括日本在內的周邊國家存在利益對立的問題上，中國採取了被認為是高壓的對策。中國公佈的國防費用增長迅速，並且中國的國防白皮書缺乏透明度。白皮書還稱，中國動向是包括日本在內的地區和國際社會的擔憂事項，值得日本密切關注。中國海洋活動包括入侵日本領海、侵犯日本領空及可能引發不測事態的危險行動。 
關於安全保障環境，白皮書說，朝鮮採取包括發射導彈和進行核試驗在內的挑釁行為，中國迅速擴大在日本週邊海域、空域的活動，俄羅斯的軍事活動呈活躍之勢，日本的安全保障環境更加嚴峻。
關於新防衛計劃大綱，白皮書說，日本正在研究加強遏制與應對彈道導彈威脅的能力、離島防衛的機動能力與運輸能力，國會正討論自衛隊擁有攻擊敵國基地能力和新建海軍陸戰隊等問題。
關於離島防衛，白皮書說，日本正在構築情報收集、警戒監視和發生事態時的快速應對體制，將在自衛隊部署空白的西南地區離島部署沿岸監視部隊，並新建快速反應部隊。
關於日美安保體制，白皮書說，美國海軍陸戰隊的沖繩駐軍在美國的亞洲戰略中具有重要意義，在沖繩部署“魚鷹”傾轉旋翼機有助於加強駐日美軍的遏制力。

## 2018年版
日本防卫省周二（8月28日）发表的2018年（日本称平成30年）新防卫白皮书《日本的防卫》，扣除附带资料，共441页。内容分3大部分，先后是“围绕我国的安全保障环境”、“我国的安全保障、防卫政策与日美同盟”、“彻底守卫国民生命、财产和领土、领海、领空的活动”。
“围绕我国的安全保障环境”包括3章，第二章“各国的防卫政策等”囊括了美国、朝鲜半岛、中国、俄罗斯、澳大利亚、东南亚、南亚、欧洲8节。
白皮书认为，朝鲜的军事活动对日本构成最大安全威胁，并表示关注中国的“军事扩张”和“领土野心”。日本与中国在一些岛屿上有主权争议。中国外交部发言人华春莹28日对此回应说，日本新版《防卫白皮书》中涉及中国的表述，记者提到“扩张”和“野心”，我还没有看到这本白皮书。“但对这样的表述，我们不接受”。记者提到白皮书对中国正常国防建设和军事活动进行指责，对中方正常海洋活动说三道四，毫无根据，也极不负责任。中国“希望日方不要为自己扩充军备寻找各种借口”，而应从地区和平稳定及中日关系大局出发，多做一些有助于增进两国互信与安全、维护地区和平稳定的事，而不是相反。

## 2021年版
2021年7月13日，日本內閣會議通過2021年版防衛白皮書，新列有關對立加深的中美關係項目，也首度明載台灣局勢的穩定對日本的安全保障和國際社會相當重要。

## 2022年版
2022年7月22日，日本政府內閣會議批准2022年版防衛白皮書。重點包括俄羅斯對烏克蘭的侵略對國際局勢造成的影響、美中競爭與台灣有關的局勢、科技發展對安全保障造成的影響、國家安全保障戰略等的擬定、加強防衛力、經濟安全保障等。其中，有關台灣局勢的記載頁數比2021年版倍增。內容首度指出對台灣局勢相關動向，將與國際社會合作，保持更密切關注。

## 2023年版
2023版防卫白皮书于7月28日在内阁会议上予以汇报，由防衛大臣濱田靖一公布。白皮書表明，國際社會面臨二戰以來最大考驗，正步入新危機時代。白皮書稱對日本的安保而言，北韓是重大且緊迫的威脅；俄羅斯在印度太平洋地區與中國搭檔進行戰略上的合作，是安全保障上的強烈憂慮；中國對外的態度與軍事動向等是日本與國際社會嚴重的憂慮事項，是空前最大的戰略挑戰。白皮书指出，日本首次决定拥有、允许攻击敌方导弹发射基地等的“反击能力”是阻止敌方入侵日本的关键，但稱日本依旧保持专守防卫，攻击将严格限于军事目标。中国国防部新闻发言人谭克非表示坚决反对防卫白皮书中的涉華內容，並向日方提出严正交涉。